# (173075) 2006 UC
173075 (2006 UC) là một tiểu hành tinh vành đai chính được phát hiện ngày 16 tháng 10 năm 2006 bởi James Whitney Young ở Đài thiên văn Núi bàn gần Wrightwood, California.